# Yang Yinliu

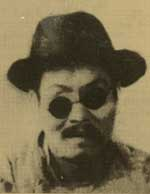
Hua Yanjun (Abing)

Yang Yinliu (chinesisch 杨荫浏, Pinyin yáng yīn liú; * 8. November 1899 in Wuxi, Jiangsu; † 25. Februar 1984 in Beijing) war ein chinesischer Musikforscher. Er war Herausgeber des Zhongguo yinyue cidian (Wörterbuch der chinesischen Musik) und lehrte als Professor am Zentralen Musikkonservatorium in Peking.
Einen Teil seiner Forschungen widmete er dem chinesischen Volksmusiker Hua Yanjun (Abing) (华彥君- 阿炳, ca. 1893–1950).